# Districtul Pukë

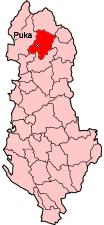
Districtul Pukë în Albania

Pukë este un district în Albania.
1. 1 2  GeoNames